# Спаситель світу

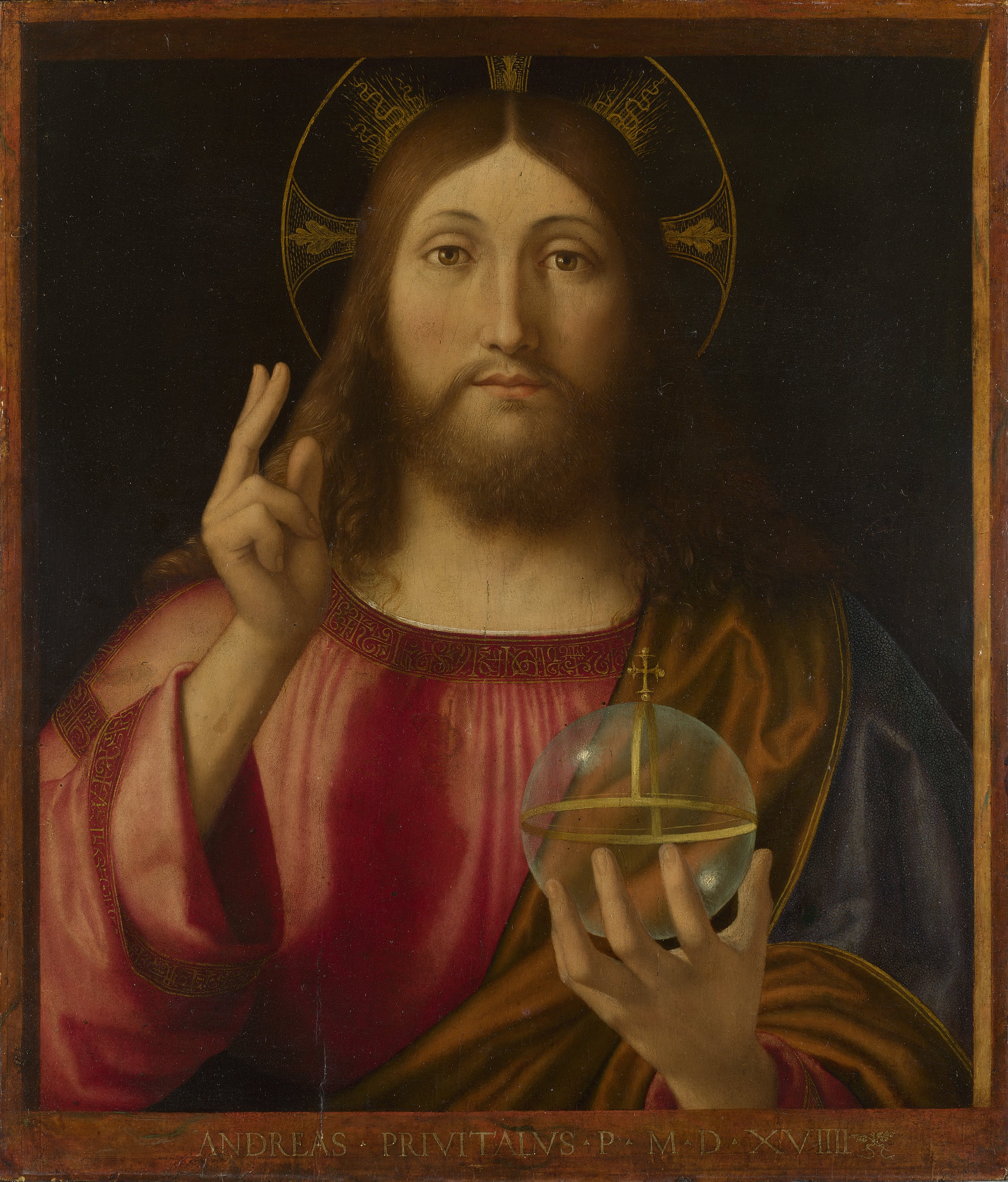
Картина Андреа Превіталі

Спаситель світу (лат. Salvator Mundi) — одне з прізвиськ  Ісуса Христа.

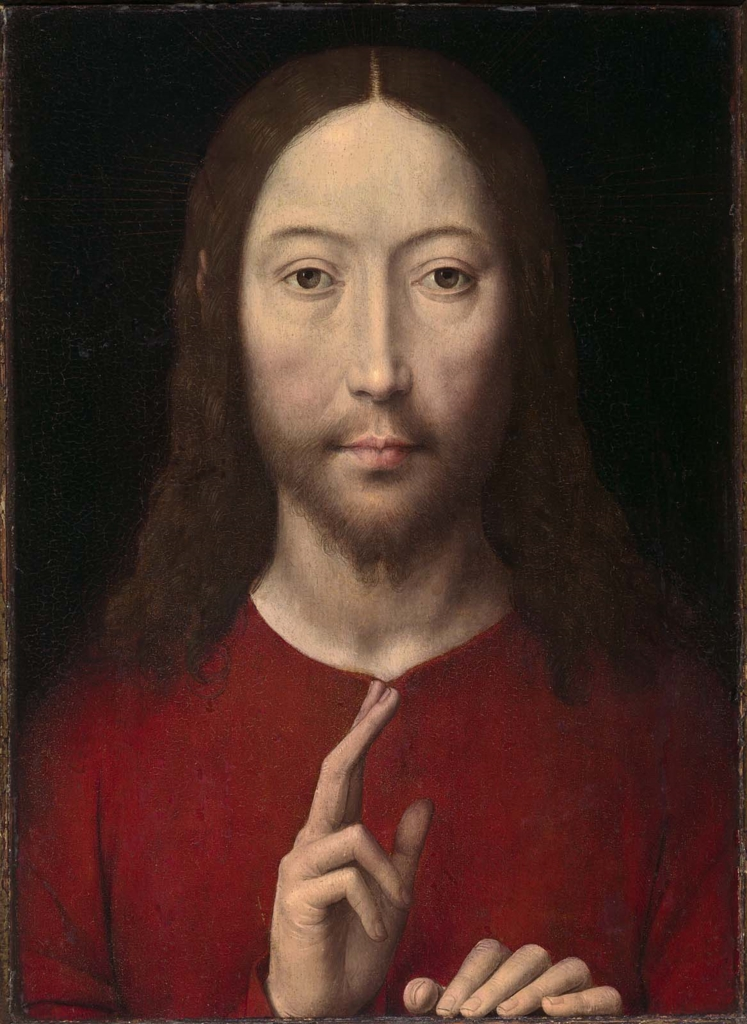
На картині Ганса Мемлінга представлено скорочений сюжет, без держави

Вживається як назва іконографічного типу церковного образу, який зустрічається переважно у мистецтві Ренесанса, як правило, Північного. Христос зображується строго фронтально, погрудні або по пояс, що тримає державу з хрестом (у більш ранніх роботах — без неї), з рукою в благословляючому жесті. Супутній сюжет може становити фігура Діви Марії.

## Відомі трактування
- Спаситель світу (Тіціан, Ермітаж)

## Галерея

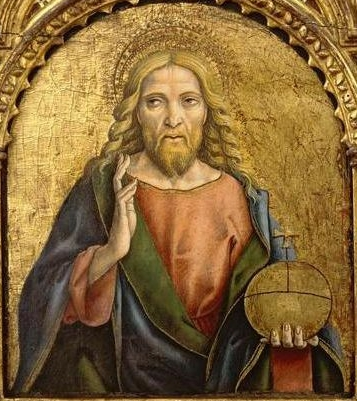
Карло Крівеллі, Cristo benedicente (бл. 1472)
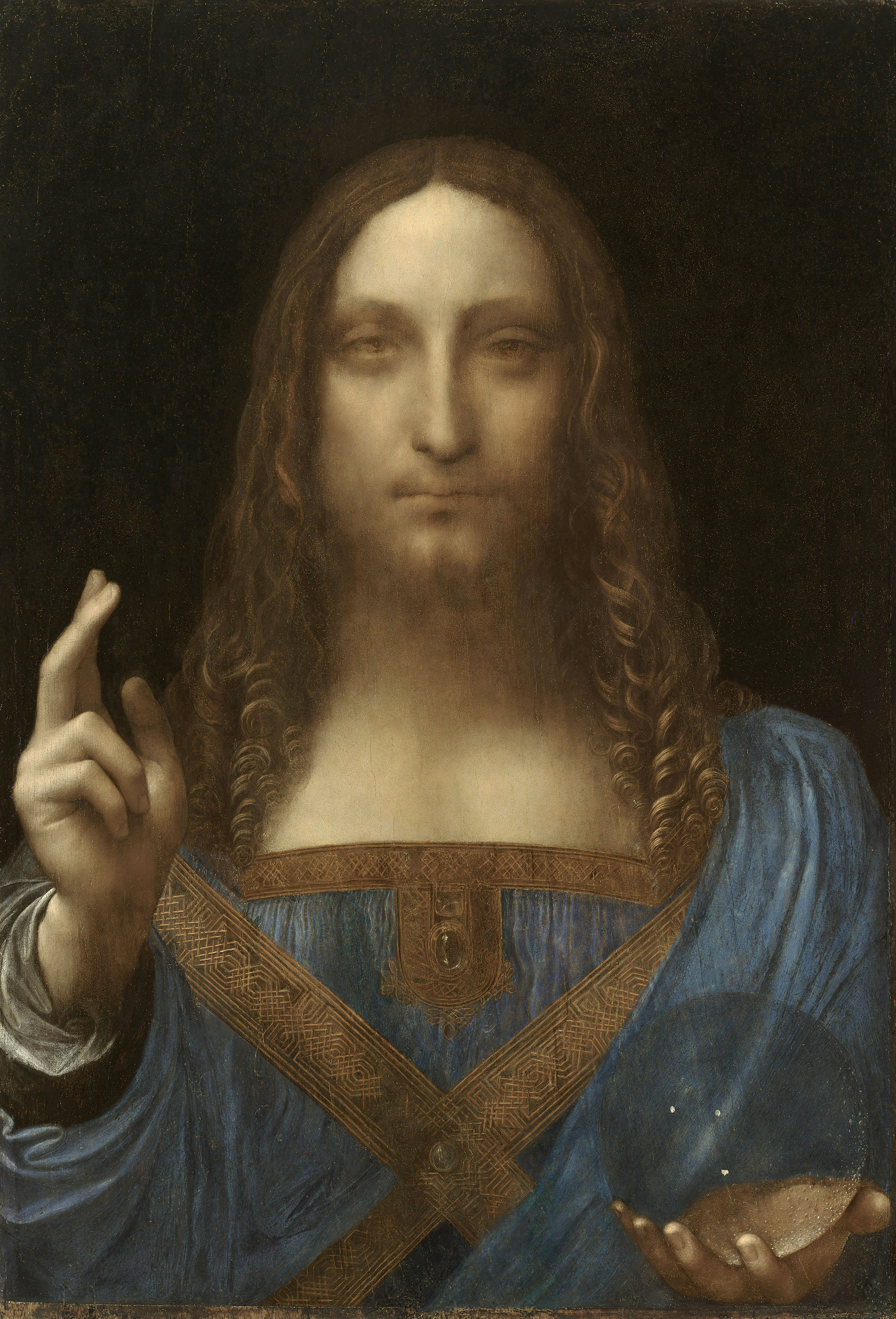
Леонардо да Вінчі, Salvator Mundi (бл. 1500)
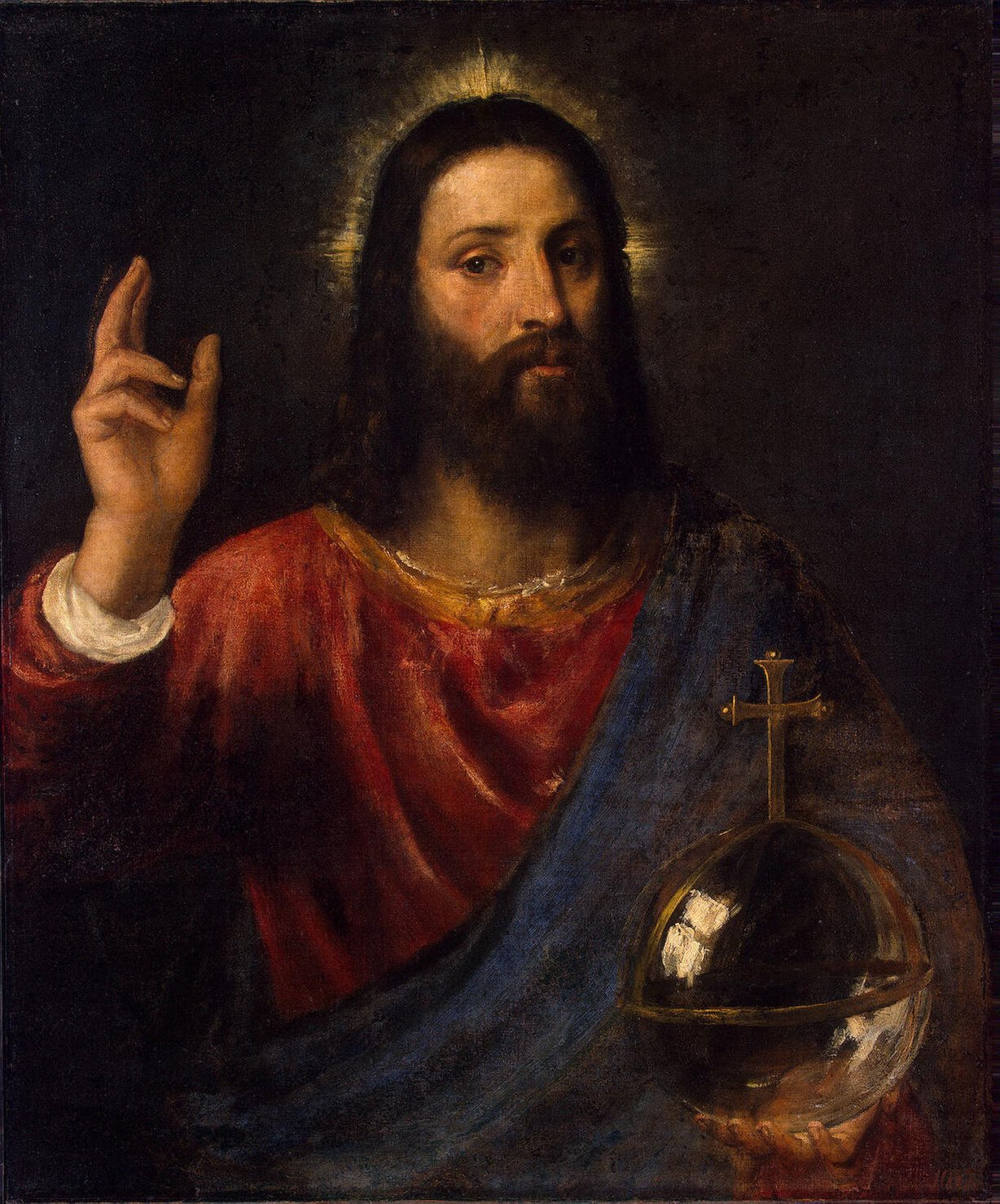
Тіціан, Salvator Mundi (1570)
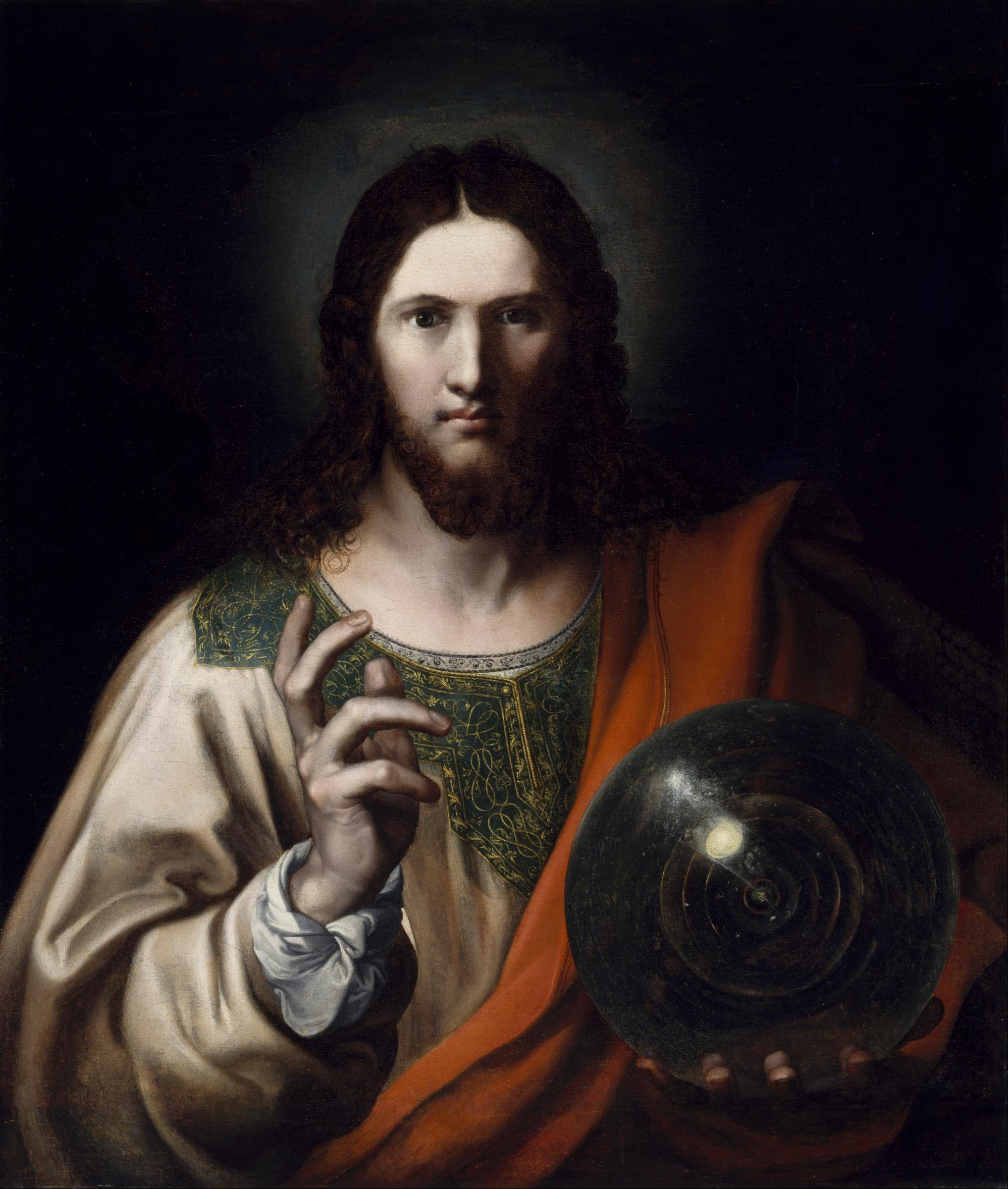
Невідомий художник, Salvator Mundi (третя чверть 16-того століття)
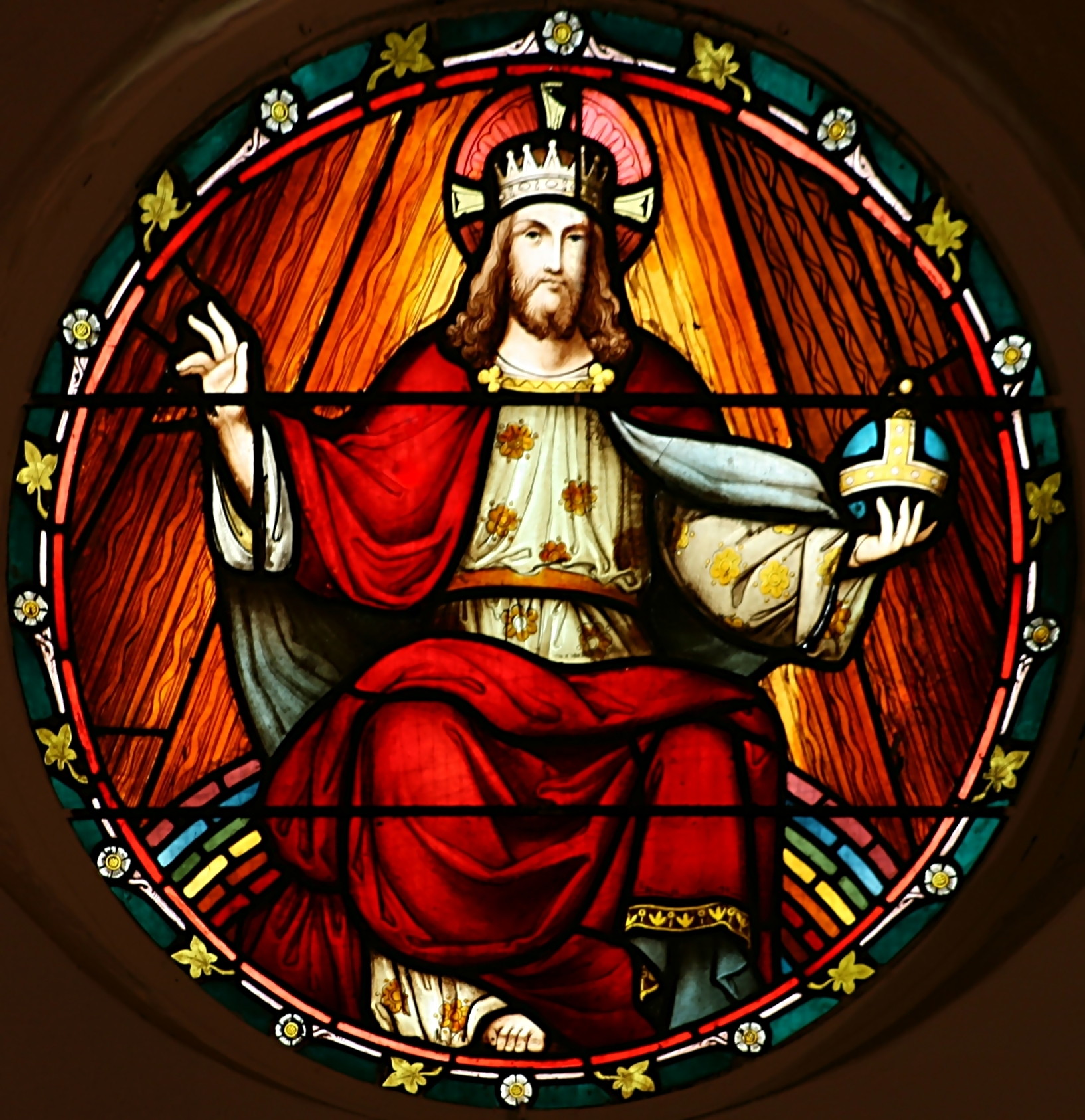
Вітраж у трансепті церкви St. John's Anglican Church, Ashfield, New South Wales